# Theridion cinctipes
Theridion cinctipes är en spindelart som beskrevs av Banks 1898. Theridion cinctipes ingår i släktet Theridion och familjen klotspindlar. Inga underarter finns listade i Catalogue of Life.